# Takoradi flygplats
Takoradi flygplats är en flygplats i Ghana. Den ligger i den södra delen av landet, 190 km väster om huvudstaden Accra. Takoradi Airport ligger 6 meter över havet.
Terrängen runt Takoradi Airport är platt. Havet är nära Takoradi Airport åt sydost.  Närmaste större samhälle är Takoradi, 2,5 km sydost om Takoradi Airport. 